# 2988 Korhonen
2988 Korhonen је астероид главног астероидног појаса са средњом удаљеношћу од Сунца која износи 2,607 астрономских јединица (АЈ).
Апсолутна магнитуда астероида је 11,7.